# Relacions internacionals d'Andorra
Des de l'establiment de la sobirania amb la ratificació de la Constitució en 1993, Andorra ha passat a ser un membre actiu de la comunitat internacional. El juliol del 1993, Andorra va establir la seva primera missió diplomàtica en el món davant les Nacions Unides.
Andorra manté sis ambaixades a l'estranger: a Àustria, Bèlgica, França, Espanya, Portugal i els Estats Units.
Els afers exteriors són supervisats pel Ministeri d'Afers Externs

## Organitzacions
Andorra és una membre de ple dret de les Nacions Unides (ONU), UNESCO, Conferència de les Nacions Unides sobre Comerç i Desenvolupament (CNUCID), Cort Penal Internacional (CPI), Centre Internacional d'Estudis de Conservació i Restauració dels Béns Culturals (ICCROM), Unió Internacional de Telecomunicacions (UIT), Comitè Internacional de la Creu Roja, Convenció Universal de Drets d'Autor, Consell d'Europa, Organització Mundial de Turisme, Organització per a la Seguretat i la Cooperació a Europa (OSCE), Organització Mundial de Duanes (OMD), interpol.

### Unió Europea
Andorra té una unió duanera amb la Unió Europea (UE) des de 1991, encara que exclou els productes agrícoles. Andorra també manté els seus controls fronterers romanent fora del Schengen, encara que els ciutadans amb un visat Schengen poden entrar normalment. Andorra té un acord monetari amb la UE, que li permet fer de l'euro la seva moneda oficial, i li permet emetre monedes d'euro.

## Disputes internacionals
Les disputes internacionals d'Andorra s'ha protagonitzat amb els dos estats veïns al no haver-hi un acord que defineixi uns límits fronterers comuns. En 2022, l'estat francès i Andorra van acordar un traçat comú, solucionant totes les disputes pendents amb un acord bilateral, i va ser rectificat per l’Assemblea Nacional francesa el 2023. En canvi, actualment encara existeixen almenys 200 hectàrees en disputa en diferents punts de la frontera de Catalunya-Andorra.

### Estat espanyol
Segons l'historiador frangenc Jacinto Bonales, hi ha hagut diverses disputes a escala local entre la Massana i Os de Civís des de l'edat mitjana.
El setembre del 2021, la direcció del Parc Natural de l’Alt Pirineu va informar al cos d'Agents Rurals sobre la possibilitat d'una construcció del parc solar andorrà al planell de la Tosa en territori aparentment català d’Os de Civís, a les Valls de Valira, cosa que va anunciar que durien a terme una inspecció presencial. L'endemà, l'ambaixada espanyola a Andorra va elevar la disputa al Ministeri de l'Interior i el Ministeri d'Afers Exteriors espanyols sense esperar l'informe d'Agents Rurals i va comunicar que, en cas de confirmar-se, «la situació seria molt greu perquè estem parlant que es tracta d’una zona altament protegida».
L'any següent, les autoritats espanyoles i andorranes van acordar l'impuls d'una comissió bilateral per definir no només els límits fronterers d'aquest terreny, sinó en tota la frontera, on s'hi han detectat altres vuits d'indrets de disputa. En aquesta comissió, en forma part els ambaixadors, representants dels ministeris d'Afers Exteriors, i tècnics de l'IGN i del ministeri de Territori d’Andorra. El 15 de desembre del mateix any es va celebrar la segona reunió de la comissió i, segons els dos ambaixadors, es preveu que les negociacions durin entre dos i tres anys més.

### Estat francès

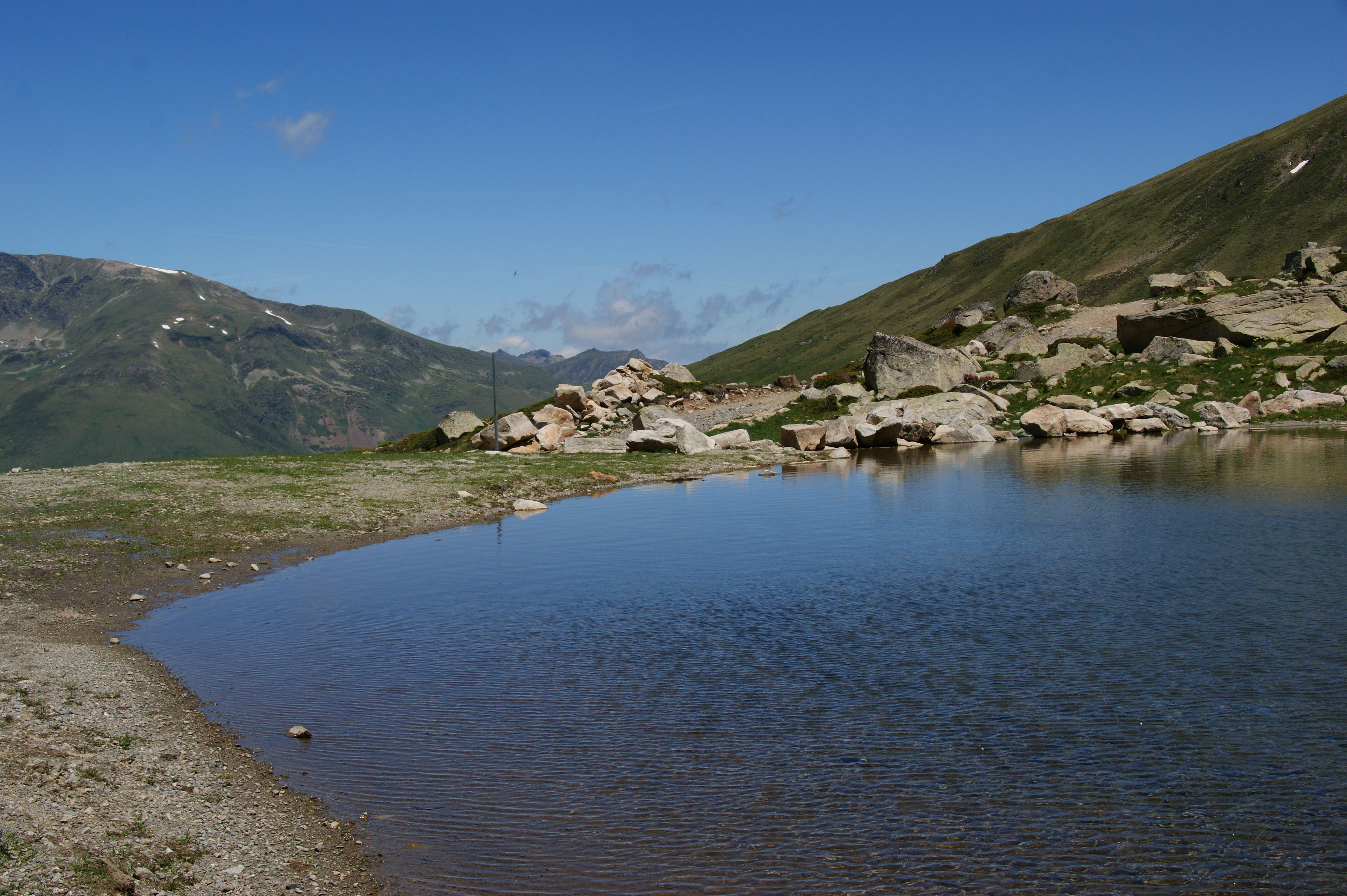
L'estany de les Abelletes

L'any 1988, hi va haver diversos incidents en l'entorn de l'estany de les Abelletes (en francès: étang des Abeillettes) per la seva aigua. Un grup d'andorrans van entrar en territori francès i van instal·lar il·legalment una captació d'aigua a la font d'Arieja. L'alcalde de Porta, un petit municipi nordcatalà a qui pertanyia la font, juntament amb un grup d'habitants i regidors van intentar tallar la comporta a la sortida de la presa d'aigua però van fracassar. Això fou degut la intervenció de la policia andorrana, que també van entrar il·legalment al territori francès, que els van detenir disparant a l'aire. Això provocà també la intervenció de la gendarmeria francesa. Per tant, es generà un incident diplomàtic per l'apoderament unilateral de 26 hectàrees de territori francès per part autoritats andorranes, que ja anteriorment reclamaven la sobirania de tot l'estany de les Abelletes, d'on actualment surt l'aigua potable que abasteix el Pas de la Casa.
En aquest mateix any, es van iniciar les negociacions per resoldre la disputa que no van finalitzar fins al 6 de març de 2012 quan els dos països van signar un acord a París, en què França cedia oficialment aquestes 26 hectàrees a Andorra, concretament al sector del Pas de la Casa, a la parròquia d'Encamp. Això permetria assegurar el proveïment d'aigua potable al Pas de la Casa. A més a més, també aconseguirien el control legal de la meitat de l'estany de les Abelletes, que proveeix aquesta aigua potable.
Les autoritats de Porta continuen reclamant la part cedida, com a mínim la copropietat d'aquests territoris.

## Reconeixement de Kosovo
El 8 de juny de 2011, Andorra es va convertir en el 76è estat membre de les Nacions Unides a reconèixer la independència de Kosovo. El Ministre d'Afers exteriors de Kosovo va declarar que els dos països establirien relacions diplomàtiques molt aviat. Anteriorment, en 2008, Andorra dubtava a reconèixer la independència de la República de Kosovo a causa d'un possible precedent a la regió i a la pressió d'Espanya. Andorra i Kosovo van establir relacions diplomàtiques el 14 de setembre de 2011.

## Relacions bilaterals

Andorra
S'han establert relacions diplomàtiques
No s'han establert relacions diplomàtiques

La majoria dels països que tenen algun tipus de relació bilateral amb el país té acreditació a Andorra, no solen tenir una ambaixada física al país sinó es gestiona tot a través de l'ambaixada que tenen a Madrid (Espanya) o a París (França), excepte Malta que ho fa a través de la seva capital, La Valletta i l'ambaixada mongola a França i Andorra que té seu a la ciutat francesa de Boulogne-Billancourt.
Andorra disposa de sis ambaixades;
- Ambaixada d'Andorra a França i Mònaco (París)
- Ambaixada d'Andorra a Espanya (Madrid)
- Ambaixada d'Andorra a Bèlgica (Brussel·les)
- Ambaixada d'Andorra a Àustria (Viena)
- Missió Permanent d'Andorra a Ginebra
- Representació Permanent d'Andorra a Estrasburg
- Ambaixada d'Andorra a Portugal (Lisboa)
- Ambaixada d'Andorra als Estats Units d'Amèrica (Nova York)
  - Cònsol honorària del Principat d'Andorra als Estats Units d'Amèrica per a Califòrnia, Oregon, Washington, Nevada, Nou Mèxic, Texas, Arizona, Colorado i Utah

Algunes d'aquestes ambaixades (la de París, Brussel·les, Viena i Nova York) abasten almenys un altre país limítrof. També té més ambaixadors però no són residents i, per tant, es gestiona des de la seu del Ministeri d'Afers Exteriors, o sigui, Andorra la Vella.
A continuació, una llista de tots els països que han establert relacions diplomàtiques amb Andorra agrupada per continents.

### Àfrica
| País                | Començament de les relacions formals | Ambaixada o acreditacions a Andorra | Ambaixada o acreditacions d'Andorra |
| ------------------- | ------------------------------------ | ----------------------------------- | ----------------------------------- |
| Algèria             | 29 març 2005                         | Sí (França)                         | No                                  |
| Angola              | 20 març 2009                         | No                                  | No                                  |
| Benín               | 24 març 2006                         | No                                  | No                                  |
| Burkina Faso        | 18 de maig del 2005                  | No                                  | No                                  |
| Burundi             | 30 maig 2007                         | No                                  | No                                  |
| Camerun             | 21 d'octubre del 2010                | Sí (França)                         | No                                  |
| Cap Verd            | 30 juny 2006                         | No                                  | No                                  |
| Comores             | 8 juliol 2008                        | Sí (França)                         | No                                  |
| Djibouti            | 17 març 2009                         | No                                  | No                                  |
| Egipte              | 25 febrer 1997                       | Sí (Espanya)                        | No                                  |
| Gabon               | 31 de gener del 2006                 | Sí (França)                         | No                                  |
| Ghana               | 31 de març del 2011                  | Sí (Espanya)                        | No                                  |
| Madagascar          | 25 de setembre del 2018              | Sí (França)                         | No                                  |
| Maurici             | 21 de desembre del 2006              | No                                  | No                                  |
| Mauritània          | 16 setembre 2013                     | Sí (França)                         | No                                  |
| Marroc              | 3 desembre 1996                      | Sí (França)                         | Sí (Andorra la Vella)               |
| Ruanda              | 14 de novembre del 2018              | No                                  | No                                  |
| São Tomé i Príncipe | 27 maig 2009                         | No                                  | No                                  |
| Senegal             | ?                                    | Sí (França)                         | No                                  |
| Seychelles          | 28 d'abril del 2000                  | Sí (França)                         | No                                  |
| Sud-àfrica          | 22 de març 1995                      | Sí (Espanya)                        | No                                  |
| Togo                | 21 de novembre del 2017              | Sí (França)                         | No                                  |
| Tunísia             | 20 de novembre del 2006              | No                                  | No                                  |
| Uganda              | 11 de març del 2008                  | Sí (França)                         | No                                  |

### Amèrica
| País                           | Començament de les relacions formals | Ambaixada o acreditacions a Andorra | Ambaixada o acreditacions d'Andorra                                                                           |
| ------------------------------ | ------------------------------------ | ----------------------------------- | --- |
| Antigua i Barbuda              | 3 juny 2011                          | No                                  | No |
| Argentina                      | 26 d'abril 1995                      | Sí (Espanya)                        | No |
| Bahames                        | 31 d'octubre del 2019                | No                                  | No |
| Belize                         | 26 febrer 2018                       | No                                  | No |
| Bolívia                        | 14 de juny del 1995                  | No                                  | No |
| Brasil                         | 9 juliol 1996                        | Sí (Espanya)*                       | No |
| Canadà                         | 15 novembre 1995                     | Sí (Espanya)                        | Acreditació a través de l'ambaixada de Nova York, Estats Units i compta amb un consolat honorari a Mont-real. |
| Colòmbia                       | 2 novembre 1995                      | Sí (Espanya)                        | No |
| Costa Rica                     | 22 de maig del 1996                  | Sí (Espanya)                        | No |
| Cuba                           | 19 octubre 1995                      | Sí (Espanya)                        | No |
| El Salvador                    | 14 maig 1998                         | Sí (Espanya)                        | No |
| Equador                        | 7 de maig del 1996                   | Sí (Espanya)                        | No |
| Estats Units                   | 21 febrer 1995                       | Sí (Espanya)                        | Sí |
| Guatemala                      | 27 novembre 1995                     | Sí (Espanya)                        | No |
| Haití                          | 19 de gener del 2007                 | No                                  | No |
| Hondures                       | 18 de setembre del 1996              | Sí (Espanya)                        | No |
| Jamaica                        | 23 de setembre del 2014              | No                                  | No |
| Mèxic                          | 5 de maig del 1995                   | Sí (Espanya)                        | Acreditació a través de l'ambaixada de Nova York, Estats Units.                                               |
| Nicaragua                      | 29 de juny del 1995                  | Sí (Espanya)                        | No |
| Panamà                         | 16 de juliol del 1996                | Sí (França)                         | No |
| Paraguai                       | 23 de març del 1995                  | Sí (Espanya)                        | No |
| Perú                           | 3 de juny 1997                       | Sí (Espanya)                        | No |
| República Dominicana           | 14 setembre 2000                     | Sí (Espanya)*                       | No |
| Saint Vincent i les Grenadines | 1 d'abril 2010                       | No                                  | No |
| Trinitat i Tobago              | 26 de setembre del 2014              | No                                  | No |
| Uruguai                        | 27 novembre 1996                     | Sí (Espanya)                        | No |
| Veneçuela                      | 7 de març 1996                       | Sí (França)                         | No |
| Xile                           | 15 juliol 1996                       | Sí (Espanya)*                       | No |

### Àsia
| País                | Començament de les relacions formals | Ambaixada o acreditacions a Andorra | Ambaixada o acreditacions d'Andorra |
| ------------------- | ------------------------------------ | ----------------------------------- | ----------------------------------- |
| Afganistan          | 29 de març del 2006                  | No                                  | No                                  |
| Aràbia Saudita      | 19 de març del 2009                  | Sí (Espanya)                        | No                                  |
| Armènia             | 18 novembre 2003                     | Sí (França)*                        | No                                  |
| Azerbaidjan         | 30 d'abril del 1996                  | Sí (Espanya)                        | No                                  |
| Bahrain             | 4 de maig del 2007                   | No                                  | No                                  |
| Bangladesh          | 9 de maig del 2007                   | No                                  | No                                  |
| Bhutan              | 23 de març del 2012                  | No                                  | No                                  |
| Brunei              | 16 de juny del 2011                  | No                                  | No                                  |
| Cambodja            | 8 de març del 2006                   | Sí (França)                         | No                                  |
| Corea del Sud       | 23 febrer 1995                       | Sí (Espanya)*                       | Consolat honorari a Seül.           |
| Emirats Àrabs Units | 23 setembre 2008                     | Sí (Espanya)                        | No                                  |
| Índia               | 22 de novembre del 1994              | Sí (Espanya)                        | No                                  |
| Indonèsia           | 26 de març del 1996                  | Sí (França)                         | No                                  |
| Iran                | 30 de setembre del 2015              | Sí (Espanya)                        | No                                  |
| Israel              | 13 d'abril 1994                      | Sí (Espanya)                        | No                                  |
| Jordània            | 3 de març del 2000                   | Sí (Espanya)                        | No                                  |
| Kazakhstan          | 30 de gener del 2008                 | Sí (Espanya)                        | No                                  |
| Kirguizstan         | 25 de setembre del 2014              | No                                  | No                                  |
| Kuwait              | 17 de març del 2008                  | Sí (Espanya)                        | No                                  |
| Laos                | 8 de juny del 2007                   | No                                  | No                                  |
| Líban               | 24 de març del 1999                  | Sí (França)                         | No                                  |
| Maldives            | 19 de maig del 2008                  | No                                  | No                                  |
| Mongòlia            | 21 de novembre del 2011              | Sí (França)                         | No                                  |
| Myanmar             | 11 de febrer del 2009                | Sí (França)                         | No                                  |
| Nepal               | 22 de setembre del 2006              | No                                  | No                                  |
| Oman                | 10 de març del 2008                  | No                                  | No                                  |
| Pakistan            | 22 de juliol del 2003                | Sí (Espanya)                        | No                                  |
| Qatar               | 15 de maig del 2007                  | Sí (Espanya)                        | No                                  |
| Singapur            | 18 de setembre del 1997              | No                                  | No                                  |
| Sri Lanka           | 30 de novembre del 2016              | Sí (França)                         | No                                  |
| Xina                | 19 juny 1994                         | Sí (Espanya)                        | No                                  |
| Timor Oriental      | 20 setembre 2011                     | No                                  | No                                  |
| Geòrgia             | 5 d'abril del 2006                   | Sí (Espanya)                        | No                                  |
| Japó                | 20 octubre 1995                      | Sí (Espanya)                        | No                                  |
| Filipines           | 22 febrer 2000                       | Sí (Espanya)*                       | No                                  |
| Tadjikistan         | 9 novembre 2007                      | No                                  | No                                  |
| Tailàndia           | 28 d'abril del 2000                  | Sí (Espanya)                        | No                                  |
| Turkmenistan        | 17 d'abril del 2008                  | No                                  | No                                  |
| Turquia             | 8 d'octubre del 1998                 | Sí (Espanya)                        | No                                  |
| Uzbekistan          | 1 de desembre del 2009               | No                                  | No                                  |
| Vietnam             | 12 juny 2007                         | Sí (França)*                        | No                                  |

### Europa
| País                 | Començament de les relacions formals | Ambaixada o acreditacions a Andorra                                             | Ambaixada o acreditacions d'Andorra |
| -------------------- | ------------------------------------ | ------------------------------------------------------------------------------- | ----------------------------------- |
| Albània              | 15 febrer 1996                       | Sí (Espanya)                                                                    | No                                  |
| Àustria              | 20 de març 1995                      | Sí (Espanya)                                                                    | Sí                                  |
| Bèlgica              | 15 desembre 1994                     | Sí (Espanya)*                                                                   | Sí                                  |
| Belarús              | 27 de setembre del 2011              | No                                                                              | No                                  |
| Bòsnia i Hercegovina | 28 de març del 1996                  | Sí (França)                                                                     | No                                  |
| Bulgària             | 15 febrer 1994                       | Sí (Espanya)                                                                    | Sí (Andorra la Vella)               |
| Croàcia              | 28 d'abril del 1995                  | Sí (Espanya)                                                                    | Sí (Andorra la Vella)               |
| Dinamarca            | 4 de maig del 1994                   | Sí (Espanya)                                                                    | Sí (Andorra la Vella)               |
| Estònia              | 10 de gener del 2001                 | Sí (Espanya)*                                                                   | Sí (Andorra la Vella)               |
| Finlàndia            | 23 d'agost del 1995                  | Sí (Espanya)*                                                                   | Sí (Andorra la Vella)               |
| França               | 3 juny 1993                          | Sí                                                                              | Sí                                  |
| Alemanya             | 2 de març 1994                       | Sí (Espanya)*                                                                   | Sí (Àustria)                        |
| Grècia               | 17 maig 1995                         | Sí (Espanya)                                                                    | Sí (Andorra la Vella)               |
| Hongria              | 1 de març del 1995                   | Sí (Espanya)                                                                    | Sí (Andorra la Vella)               |
| Santa Seu            | 16 juny 1995                         | Està acreditada a Andorra per la seva Nunciatura Apostòlica a Madrid, Espanya.  | Sí (Andorra la Vella)               |
| Islàndia             | 3 d'agost 1995                       | Sí (França)*                                                                    | Sí (Andorra la Vella)               |
| Irlanda              | 18 gener 1995                        | Sí (Espanya)                                                                    | Sí (Andorra la Vella)               |
| Itàlia               | 1 febrer 1995                        | Sí (Espanya)*                                                                   | Sí (Andorra la Vella)               |
| Kosovo               | 14 setembre 2011                     | Sí (França)                                                                     | No                                  |
| Letònia              | 27 d'agost de 1996                   | Sí (Espanya)                                                                    | Sí (Andorra la Vella)               |
| Liechtenstein        | 1 setembre 1995                      | No                                                                              | Sí (Andorra la Vella)               |
| Lituània             | 10 de gener del 2001                 | Sí (Espanya)                                                                    | Sí (Andorra la Vella)               |
| Luxemburg            | 7 d'abril 1995                       | Sí (Espanya)*                                                                   | Sí (Bèlgica)                        |
| Macedònia del Nord   | 31 juliol 2009                       | Sí (Espanya)                                                                    | No                                  |
| Malta                | 24 juliol 1995                       | Acreditació a través del seu Ministeri d'Afers exteriors amb seu a La Valletta. | Sí (Andorra la Vella)               |
| Moldàvia             | 9 d'octubre del 1996                 | No                                                                              | No                                  |
| Mònaco               | 7 juliol 2006                        | Sí (França)                                                                     | Sí (Andorra la Vella)               |
| Països Baixos        | 14 de desembre del 1993              | Sí (França)                                                                     | Sí (Bèlgica)                        |
| Montenegro           | 28 de juliol del 2006                | Sí (França)                                                                     | No                                  |
| Noruega              | 15 de novembre de 1995               | Sí (Espanya)                                                                    | Sí (Andorra la Vella)               |
| Polònia              | 15 maig 1996                         | Sí (Espanya)*                                                                   | Sí (Andorra la Vella)               |
| Portugal             | 22 desembre 1994                     | Sí (Espanya)*                                                                   | Sí                                  |
| Romania              | 6 juny 1996                          | Sí (França)                                                                     | Sí (Andorra la Vella)               |
| Rússia               | 13 juny 1995                         | Sí (Espanya)*                                                                   | Sí (Andorra la Vella)               |
| San Marino           | 30 novembre 1995                     | No                                                                              | Sí (Andorra la Vella)               |
| Sèrbia               | 1 juny 2007                          | Sí (Espanya)                                                                    | No                                  |
| Eslovàquia           | 3 de juliol del 1996                 | Sí (Espanya)                                                                    | Sí (Andorra la Vella)               |
| Eslovènia            | 13 de juliol del 1995                | Sí (Espanya)                                                                    | No                                  |
| Espanya              | 3 juny 1993                          | Sí                                                                              | Sí                                  |
| Suècia               | 16 de març del 1995                  | Sí (Espanya)                                                                    | Sí (Andorra la Vella)               |
| Suïssa               | 6 setembre 1995                      | Sí (Espanya)                                                                    | Sí (Andorra la Vella)               |
| Ucraïna              | 19 d'agost del 1996                  | Sí (Espanya)*                                                                   | No                                  |
| Regne Unit           | 9 de març 1994                       | Sí (Espanya)*                                                                   | Sí (Andorra la Vella)               |
| Txèquia              | 3 de juliol del 1996                 | Sí (Espanya)*                                                                   | Sí (Andorra la Vella)               |
| Xipre                | 29 de juny del 1995                  | Sí (França)                                                                     | Sí (Andorra la Vella)               |

### Oceania
| País               | Començament de les relacions formals | Ambaixada o acreditacions a Andorra | Ambaixada o acreditacions d'Andorra |
| ------------------ | ------------------------------------ | ----------------------------------- | ----------------------------------- |
| Austràlia          | 2 de març 1995                       | Sí (Espanya)                        | No                                  |
| Fiji               | 27 de setembre del 2013              | No                                  | No                                  |
| Illes Marshall     | 23 de febrer del 1995                | No                                  | No                                  |
| Nova Zelanda       | 3 d'agost 1995                       | Sí (Espanya)                        | No                                  |
| República de Palau | 25 de setembre del 2018              | No                                  | No                                  |
| Tuvalu             | 9 de novembre del 2012               | No                                  | No                                  |

* - L'asterisc significa que el país també compta amb un consulat honorari a la capital andorra. França es refereix a París mentre que Espanya es refereix a Madrid.